# 张白泽
张白泽（？—481年），北魏上谷郡沮阳县（今河北省怀来县东南大古城村古城）人，本字钟葵，魏献文帝赐名白泽，纳其女为嫔。
张白泽是张衮之孙，张度之子，张陵、张延之弟。十一岁时，母亲去世，居丧以孝闻名。魏太武帝听说后嘉赏他。长大后好学博通。魏文成帝初年，官至中散，转任殿中曹给事中，深受信任，参预机密。柔然侵犯，魏献文帝从其议，亲率师反击，大破柔然。出行雍州刺史。清心少欲，吏民相安。献文帝诏令各监察治民的官员，在所监察治理的地方收受一头羊、一斛酒的人，罪行到处死，行贿者以同案论处。纠举告发得到尚书以下官员罪状的，各依所纠举官员的职务大小授予。张白泽认为这样并不公平，请求按照律令旧法，颁发俸禄酬答廉洁。献文帝采纳他的意见。魏孝文帝太和初年，怀州百姓三十余人起事，将杀刺史，冯太后听说后，想要尽屠一城居民，因张白泽劝谏而止。张白泽官至散骑常侍、殿中尚书。太和五年卒。诏赐帛一千匹、粟三千石，侍御史营护丧事，赠镇南将军、相州刺史、广平公，谥号简。长子张伦，字天念，官至護軍長史・員外常侍、大司農少卿・燕州大中正、後将軍・肆州刺史、大司農卿。次子张恩，官至奉朝请，员外郎。